# Cabamofa mira
Cabamofa mira är en tvåvingeart som beskrevs av Jaschhof 2005. Cabamofa mira ingår i släktet Cabamofa och familjen Rangomaramidae.
Artens utbredningsområde är Costa Rica. Inga underarter finns listade i Catalogue of Life.